# 주말 와이드
주말 와이드 성경섭입니다는 대한민국의 라디오 채널 MBC 표준FM(수도권 FM 95.9MHz, AM 900KHz)에서 주말 저녁 6시 5분부터 밤 10시까지 방송된 시사, 저녁 정보 전문 라디오 프로그램이다. MBC 보도국 성경섭 논설위원이 진행하며 5~7부는 방송인 이은하와 공동 DJ로 진행한다. 1~4부는 전국 대부분 지역에서 방송되며, 5~7부는 전국에서 방송된다.
기존 주말 저녁 6시 5분부터 저녁 8시까지 방송된 뉴스터치가 폐지되고 2011년 MBC 라디오 봄 개편으로 신설된 프로그램이었지만 2011년 MBC 가을 개편으로 인해 5개월만에 폐지되었다.

## 코너
- 1·2부 : 정치, 경제, 영화 (저녁 6:05 ~ 저녁 7:00)
- 3·4부 : 문화, 사회, 국제, 인터넷 (저녁 7:10 ~ 저녁 8:00)
- 5부 : 뮤직플래시, 화제의 인터뷰 (저녁 8:35 ~ 밤 9:00)
- 6·7부 : 토요일 : 궁금 해결사, 스타와 한판승부 일요일 : 주간지 핫 이슈 배틀 (밤 9:10 ~ 밤 10:00)

## 일부 지역 자체 방송
대구문화방송, 안동문화방송, 대전문화방송, MBC경남 창원본부, 원주문화방송, 충주문화방송, 목포문화방송, 포항문화방송, MBC경남 진주본부는 전 시간대 자체방송 없이 수도권의 방송을 재전송해 방송중이다. 그리고 청주문화방송, 강릉문화방송은 1~4부 시간에 자체방송을 내보낸다.
그리고 춘천문화방송은 토요일 1~2부 일요일 1~4부를 제외한 전체를 중계하며 여수문화방송은 토요일은 3~7부 일요일은 전시간대를 중계하며 나머지 문화방송은 3~7부를 중계한다.
- 저녁 6:05 ~ 저녁 7:00 방송 프로그램

| 프로그램            | 방송지역   | 방송국       | 진행자         |
| ------------------- | ---------- | ------------ | -------------- |
| 가요공감(토)        | 부산광역시 | 부산문화방송 | 이지희         |
| 7080 콘서트(일)     | 부산광역시 | 부산문화방송 | 안희성         |
| 빛고을 지금         | 광주광역시 | 광주문화방송 | 김귀빈         |
| 주말 문화공감(토)   | 울산광역시 | 울산문화방송 | 김연경         |
| 우리는 청춘(일)     | 울산광역시 | 울산문화방송 | 조문주         |
| 저녁의 인기가요(토) | 강원도     | 춘천문화방송 | 이승현         |
| 가요앨범            | 강원도     | 삼척문화방송 | 정민희         |
| 라디오 쇼           | 전라북도   | 전주문화방송 | 홍석찬, 송지훈 |
| 라디오 전망대(토)   | 전라남도   | 여수문화방송 | 최경언         |
| 주말의 음악산책     | 제주도     | 제주문화방송 | 양호진         |

- 저녁 6:05 ~ 저녁 8:00 방송 프로그램

| 프로그램            | 방송지역 | 방송국       | 진행자         |
| ------------------- | -------- | ------------ | -------------- |
| 저녁의 인기가요(일) | 강원도   | 춘천문화방송 | 이승현         |
| 달리는 라디오       | 강원도   | 강릉문화방송 | 김장원, 남상미 |
| 특급작전            | 충청북도 | 청주문화방송 | 임규호         |

## 같이 보기
관련 항목
- 시사
- 저녁 정보

방송 프로그램
- 추적 60분 - 종영
- 시사멘터리 추적 - 종영
- 9층 시사국
- 시사매거진 2580 - 종영
- 탐사기획 스트레이트
- SBS 뉴스토리
- 스페셜 탐사 스포트라이트
- 진실을 검색하다, 써치 - 종영
- 스토리 추적 M
- 탐사보도 세븐
- 나는 SOLO
- 세계는 그리고 우리는, 좋은 주말, 아침 & 뉴스 류수민입니다 (MBC 표준FM)